# Åke Axelsson (författare)
Åke Axelsson, född 29 september 1931 i Nordmalings församling, är en svensk författare och före detta kriminalkommissarie.